# Anfitrione (Plauto)
L'Anfitrione (Amphitruo) è una commedia, in cinque atti e un prologo, scritta dall'autore latino Plauto presumibilmente verso la fine del III secolo a.C. e rappresentata, con molta probabilità, nel 206 a.C.
L'opera trae il titolo da uno dei protagonisti, il comandante dell'esercito tebano Anfitrione, mentre gli altri personaggi sono gli dei Giove e Mercurio, i mortali Alcmena e Sosia, rispettivamente moglie e servo di Anfitrione, oltre a due personaggi di contorno: il pilota Blefarone e la serva Bromia.
Di solito le commedie rappresentavano fatti riguardanti personaggi popolari, non divinità o soggetti mitici, di cui si occupava invece la tragedia; per questo motivo lo stesso poeta definisce nel prologo, per bocca di Mercurio, la sua opera una tragicommedia.
Il testo a noi pervenuto presenta lacune nel IV atto, del quale ci rimangono una cinquantina di versi.
Da questa commedia, precisamente dal nome del servo di Anfitrione, nasce l'uso di definire sosia una persona molto somigliante a un'altra .

## Temi della commedia

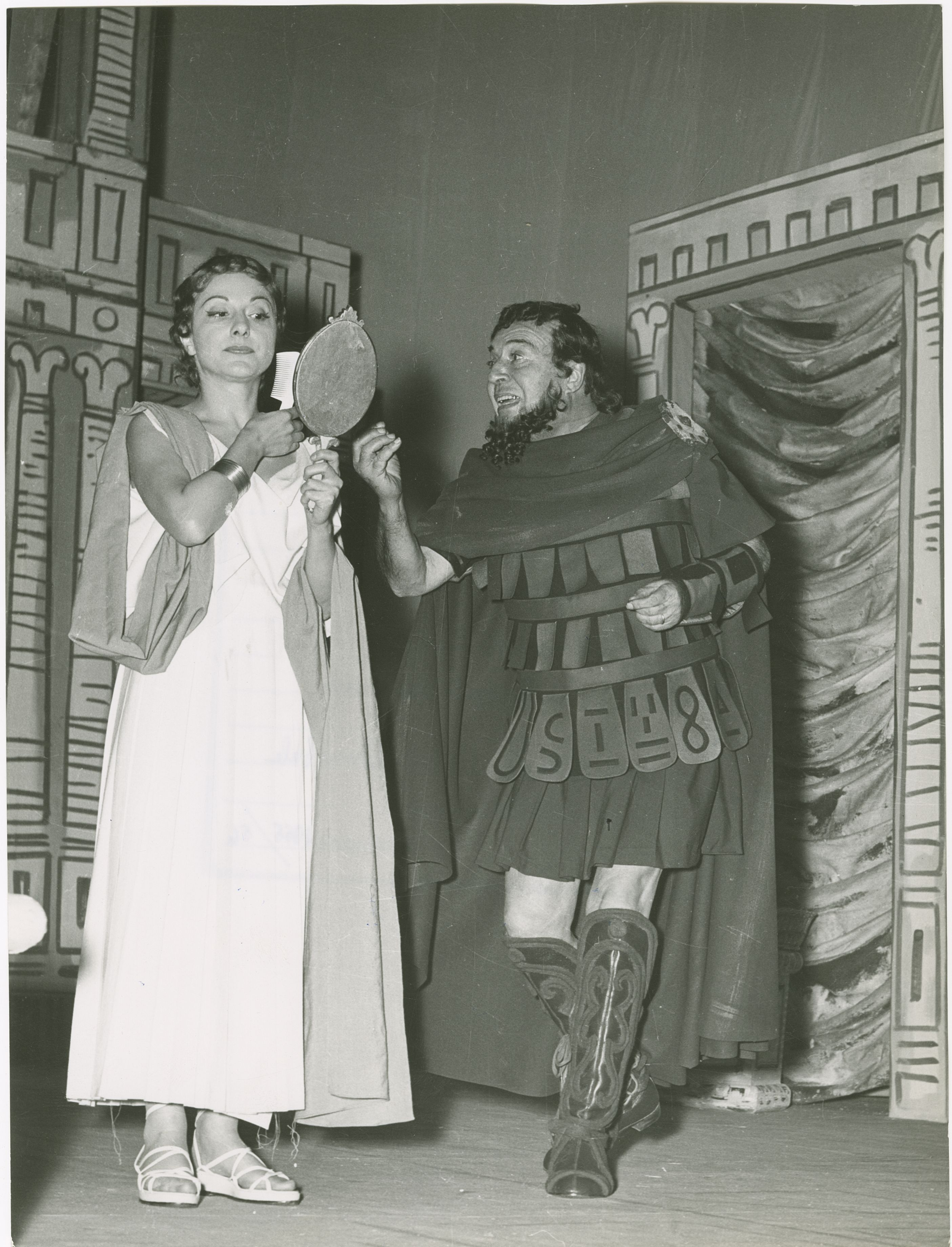
Valeria Valeri e Annibale Ninchi durante la rappresentazione della commedia Anfitrione di Plauto. Piccolo Teatro della Città di Genova, stagione teatrale 1955-56. Archivio storico del Touring Club Italiano.

Il tema principale è sicuramente relativo all’importanza che avevano gli dei nel mondo degli antichi rispetto ai mortali. Mercurio e Giove, infatti, fanno si che il desiderio di quest’ultimo venga esaudito, cioè di dormire con Alcmena. Si nota come la figura della divinità sia superiore agli uomini e che possa fare ciò che vuole.
Un altro tema è quello della tragicommedia. Troviamo, infatti, la parte della tragedia/il dramma nella descrizione del dolore di Alcmena, che è disperata per aver passato una notte con un altro uomo che non fosse il suo Anfitrione. La parte della commedia si trova, invece, nei vivaci scambi di battute tra Mercurio e Sosia, il quale addirittura arriva, verso la fine, a dubitare della sua identità.
Infine, si trova il tema della virtus romana. Questo tema tratta dell’eroe (vir) e del suo valore; Alcmena, dopo aver scoperto dell’imminente partenza di suo marito per andare in guerra, lascia da parte il suo dolore poiché sa che Anfitrione partirà per fare una cosa onorevole.

## Trama

### Argomento
Nei testi manoscritti di cui si dispone, l'Amphitruo si apre con due argomenti di mano non plautina, ma aggiunti all'opera successivamente alla morte dello stesso Plauto. Essi riassumono in breve il contenuto dell'intera rappresentazione evidenziandone gli antefatti, lo svolgimento e l'epilogo; il secondo argomento si presenta sotto la caratteristica forma dell'acrostico, presente anche negli argomenti di altre opere plautine:
(Amphitruo, secondo argomento, vv. 1-9; trad. di Mario Scandola, Anfitrione, BUR.)

### Prologo
Mercurio, nei panni di Sosia, sta sorvegliando la dimora di Anfitrione, dove Giove, nei panni di quest'ultimo, consuma il suo amore per Alcmena; anche la notte viene allungata fino a durare tre giorni interi, per permettere al dio di giacere di più con la donna. Intanto il vero Anfitrione, appena sbarcato dopo la vittoriosa spedizione contro i Teleboi, invia Sosia presso la sua dimora perché narri ad Alcmena delle imprese del suo valoroso padrone.

### I atto
Sosia giunge davanti al palazzo di Anfitrione, ma Mercurio, ancora con le sue sembianze, gli impedisce di entrare: i due passano da elaborate minacce alle mani, e il dio prevale nettamente sulla codardia del servo. Alla fine Mercurio convince Sosia, a suon di schiaffi, che il vero Sosia è lui: al povero servo non resta che tornarsene confuso da Anfitrione. Intanto Giove saluta Alcmena, dicendo di dover tornare alla guida delle sue truppe.

### II atto
Insospettito dal racconto di Sosia, Anfitrione si precipita al palazzo, dove viene accolto da Alcmena: la donna gli si mostra poco affettuosa, poiché sostiene di aver giaciuto con lui fino a poco prima. Il condottiero l'accusa allora di adulterio: di fronte alle sue resistenze, l'uomo decide di convocare Naucrate, cugino di sua moglie, a testimoniare che lui non si sia mai mosso dal suo accampamento. Cacciati in malo modo da Alcmena, Anfitrione e Sosia vanno in cerca dell'uomo.

### III atto
Offesa, Alcmena minaccia di andarsene di casa, ma sopraggiunge Giove che, ancora nei panni di Anfitrione, con mille moine la convince a perdonare il marito; perfino il vero Sosia constata la pace tra moglie e marito. Sul finire dell'atto, in un monologo, Mercurio si vanta dell'intrigo teso ai mortali: il discorso serve anche a chiarire al pubblico l'ingarbugliato intreccio che si è creato.

### IV atto
Anfitrione, che non è riuscito a trovare Naucrate, torna a palazzo, ma viene malamente accolto da Mercurio, nelle sembianze di Sosia, che finge di non riconoscerlo e lo tratta come un impostore: questo serve a coprire i misfatti di Giove, che approfittando della sua assenza è tornato a bearsi di Alcmena. Il testo si interrompe mentre Mercurio gioca un tiro mancino ad Anfitrione tirandogli addosso una secchiata d'acqua: è probabile che a questo punto intervenisse un personaggio spesso citato ma ancora non apparso, l'indovino Tiresia, che con versi sibillini avrebbe preannunciato a Sosia o ad Anfitrione il prodigio che sta per accadere. Manca anche l'ingresso di Blefarone e gran parte della sua scena.

### V atto
Il testo riprende infatti con Blefarone che non riconosce il vero Anfitrione tra i due contendenti. Giove, intanto rientra in casa: Alcmena sta per partorire. Dalla casa esce la serva Bromia, che annuncia ad Anfitrione un prodigio: mentre Alcmena stava partorendo è scoppiato un tuono e la casa si è riempita di riflessi d'oro. La donna ha dato alla luce due gemelli: il più giovane, Ercole, ha subito mostrato la sua forza strozzando due serpenti che (inviati da Giunone, gelosa per l'ennesima scappatella del marito) erano strisciati dal soffitto alla sua culla. Anfitrione si dice non disturbato di dover dividere i suoi beni con il padre degli dei che, alla fine, interviene come deus ex machina, chiedendo al tebano di perdonare sua moglie, la quale ha agito in perfetta buona fede, credendo di cedere alla corte del proprio marito. Anfitrione acconsente ed invita il pubblico all'applauso.

## Commedia degli equivoci
Amphitruo è un classico esempio di quella che viene chiamata commedia degli equivoci, basata sulla confusione, in questo caso creata tra i personaggi umani e le divinità che ne hanno assunto le sembianze. Segue questo esempio di commedia degli equivoci anche la commedia plautina dei Maenechmi (i Menecmi).
La somiglianza tra gli attori che dovevano rappresentare due personaggi, l'uno la copia dell'altro, era resa con delle parrucche e degli accessori e forse aiutata dalle maschere.
Differenti sono, in questo caso, i pareri tra gli studiosi. Le maschere erano sicuramente utilizzate nel teatro greco, mentre forse non erano adatte al teatro plautino, che faceva grande affidamento sulla mimica facciale.
La differenza tra il dio e l'uomo era ben visibile comunque allo spettatore: all'attore che impersonava Mercurio spuntavano due ali dal cappello, mentre Giove era munito di una treccia d'oro (il pubblico ne era stato avvertito nel prologo).